# Лизел Хубер
Лизел Хорн Хубер (Liezel Horn Huber, рођена 21. августа 1976. у Дурбану, Јужноафричка Република), познатија као Лизел Хубер, професионална је тенисерка, која је играла за ЈАР, али је 2007. преузела држављанство Сједињених Америчких Држава. Заједно са Каром Блек дели прво место на ВТА листи најбољих играчица света у паровима, а њих две се такође налазе и на првом месту најбољих парова у женском тенису тренутно.
Њено девојачко презиме је Хорн, а презиме Хубер узела је по удаји за свог тренера Ентонија Хубера (19. фебруар 2000).

## Каријера
Хуберова је од 1993. до 2007. играла за ЈАР, а онда је 2007. примила држављанство Сједињених Америчких Држава. Тренутно игра у пару с Каром Блек из Зимбабвеа, и њих две тренутно деле прво место на ВТА листи најбољих играчица света у конкуренцији женских парова.
За САД такође игра и у Купу федерација, где игра дубл с Линдси Давенпорт, бившим светским бројем 1 у синглу и у дублу. С њом је такође играла на Олимпијским играма 2008. у Пекингу. Биле су постављене за пете носитељке у конкуренцији женских парова. Изгубиле су у четвртфиналу од шпанског тима који су чиниле Анабел Медина Гаригес и Вирхинија Руано Паскуал, које су касније освојиле сребрну медаљу.
На Отвореном првенству САД 2008, Хуберова је заједно са Каром Блек освојила тај турнир у конкуренцији женских парова. Такође је са британским тенисером Џејмијем Маријем играла финале мешовитих парова, у ком су изгубили од Каре Блек и Леандера Паеса. Такође су освојиле и ВТА шампионат 2008, другу годину заредом.

## Опрема
Лизел Хубер користи Prince рекете (тренутно користи Prince Ozone Pro Tour), и K-Swiss опрему.

## Приватни живот
Хуберини родитељи Јан и Сика воде породични бизнис. Такође има старијег брата Џенуса и сестру близнакињу Мониту.
19. фебруара 2000. године Хуберова се удала за свог тренера Ентонија „Тонија“ Хубера. Тада је узела његово презиме Хубер (њено девојачко презиме је Хорн).

### Хуманитарни рад
Од 2005. године, Хуберова води фондацију за помоћ жртвама урагана Катрина.

## Награде
- 2005: Награда за спортисткињу ЈАР године[1]
- 2007: Награда ВТА за најбољи тениски пар године (с Каром Блек)[1]
- 2008: Награда ВТА за најбољи тениски пар године (с Каром Блек)[1]

## Гренд слем финала (7)
- Ставка пописа с ознакама

### Женски парови (6)

#### Победе (4)
| Година | Турнир                        | Партнерка | Противнице у финалу              | Резултат у финалу |
| 2005   | Вимблдон                      | Кара Блек | Светлана Кузњецова Амели Моресмо | 6–2, 6–1          |
| 2007   | Отворено првенство Аустралије | Кара Блек | Чан Јунг-јан Чуанг Чиа-јунг      | 6–4, 6–7, 6–1     |
| 2007   | Вимблдон (2)                  | Кара Блек | Катарина Среботник Ај Сугијама   | 3–6, 6–3, 6–2     |
| 2008   | Отворено првенство САД        | Кара Блек | Лиса Рејмонд Саманта Стосур      | 6–3, 7–6(8)       |

#### Порази (2)
| Година | Турнир                       | Партнерка   | Противнице у финалу                  | Резултат у финалу |
| 2004   | Вимблдон                     | Ај Сугијама | Кара Блек Рене Стабс                 | 6–3, 7–6          |
| 2005   | Отворено првенство Француске | Кара Блек   | Вирхинија Руано Паскуал Паола Суарез | 4–6, 6–3, 6–3     |

### Мешовити парови (1)

#### Порази (1)
| Година | Турнир                 | Партнер    | Противници у финалу    | Резултат у финалу |
| 2008   | Отворено првенство САД | Џејми Мари | Кара Блек Леандер Паес | 6(6)–7, 4–6       |

## Финала ВТА првенства

### Женски парови (2)

#### Победе (2)
| Година | Место одржавања | Партнерка | Противнице у финалу            | Резултат       |
| 2007   | Мадрид          | Кара Блек | Катарина Среботник Ај Сугијама | 5-7, 6-3, 10-8 |
| 2008   | Доха            | Кара Блек | Квета Пешке Рене Стабс         | 6-1, 7-5       |